# Tour di Luca Carboni
Questa pagina contiene tutti i tour del cantante italiano Luca Carboni.

## Riepilogo
| Periodo                        | Nome Tour                                    | Album da promuovere                           | Concerti |
| ------------------------------ | -------------------------------------------- | --------------------------------------------- | -------- |
| agosto - dicembre 1984         | Luca Carboni Tour 1984                       | ...intanto Dustin Hoffman non sbaglia un film | 10       |
| luglio - ottobre 1985          | Luca Carboni Tour 1985                       | Forever                                       | 12       |
| gennaio - ottobre 1986         | Luca Carboni Tour 1986                       | Forever                                       | 8        |
| giugno 1987 - settembre 1988   | Luca Carboni Tour 1987-1988                  | Luca Carboni                                  | 139      |
| marzo - settembre 1990         | Persone silenziose Tour 1990                 | Persone silenziose                            | 83       |
| marzo - agosto 1992            | Ci vuole un fisico bestiale Tour 1992        | Carboni                                       | 35       |
| novembre - dicembre 1992       | Carboni-Jovanotti in concerto 1992           | Carboni                                       | 8        |
| maggio 1993                    | Ci vuole un fisico bestiale Tour 1993 Europa | Carboni                                       | 7        |
| ottobre - novembre 1993        | Diario Carboni Tour 1993                     | Diario Carboni                                | 15       |
| giugno - luglio 1994           | Diario Carboni Tour 1994 Europeo             | Diario Carboni                                | 12       |
| febbraio - novembre 1996       | Mondo Tour 1996                              | MONDO world welt monde                        | 30       |
| settembre 1998 - ottobre 1999  | Carovana Tour 1998-1999                      | Carovana, Il tempo dell'amore                 | 33       |
| febbraio - agosto 2000         | Europe Live Tour 2000                        | Il tempo dell'amore                           | 25       |
| gennaio - ottobre 2002         | Lu*Ca Tour 2002                              | LU*CA                                         | 73       |
| febbraio - settembre 2004      | Autoritratto Live Tour 2004                  | Live                                          | 32       |
| febbraio - ottobre 2007        | ...le band si sciolgono Tour 2007            | ...le band si sciolgono                       | 71       |
| marzo - ottobre 2009           | Musiche ribelli Tour 2009                    | Musiche ribelli                               | 57       |
| aprile - novembre 2010         | Musiche ribelli Tour 2010                    | Musiche ribelli                               | 26       |
| dicembre 2011 - ottobre 2012   | Senza titolo Tour 2011-2012                  | Senza titolo                                  | 28       |
| maggio - settembre 2013        | Luca Carboni Tour 2013                       | Senza titolo                                  | 16       |
| dicembre 2013 - settembre 2014 | Fisico & politico Tour 2013-2014             | Fisico & politico                             | 25       |
| maggio - settembre 2015        | Luca Carboni Tour estivo 2015                | Fisico & politico                             | 16       |
| febbraio - dicembre 2016       | Pop-up Tour 2016                             | Pop-up                                        | 42       |
| ottobre 2018 - ottobre 2019    | Sputnik Tour 2018-2019                       | Sputnik                                       | 55       |
| Totale                         | Totale                                       | Totale                                        | 858      |

## Luca Carboni Tour 1984
Luca Carboni Tour 1984 è la prima tournée, partita da Mondello il 1º agosto 1984 e terminata a Borgo a Buggiano il 9 dicembre 1984.
Segue l'uscita dell'album ...intanto Dustin Hoffman non sbaglia un film.

### Band
- Daniele Bruno - tastiera, pianoforte
- Stefano Bertonazzi - organo Hammond, Fender Rhodes
- Piero Brunetti - chitarra elettrica, chitarra acustica
- Antonello Giorgi - batteria
- Roberto Drovandi - basso

### Date
Agosto
- 1º agosto 1984, Mondello
- 12 agosto 1984, Trieste

Settembre
- 3 settembre 1984, Alessandria
- 29 settembre 1984, Ellera Umbra

Ottobre
- 7 ottobre 1984, Lugo di Romagna
- 26 ottobre 1984, Concordia sulla Secchia

Novembre
- 4 novembre 1984, Casteldebole
- 17 novembre 1984, Civita Castellana
- 22 novembre 1984, Frosinone

Dicembre
- 9 dicembre 1984, Borgo a Buggiano

## Luca Carboni Tour 1985
Luca Carboni Tour 1985 è la seconda tournée, partita da Prato il 4 luglio 1985 e terminata a Bologna il 1º ottobre 1985.
Segue l'uscita dell'album Forever.

### Band
- Daniele Bruno - tastiera, pianoforte
- Beppe D'Onghia - organo Hammond, Fender Rhodes
- Mauro Patelli - chitarra elettrica, chitarra acustica
- Antonello Giorgi - batteria
- Luciano Graffi - basso

### Date
Luglio
- 4 luglio 1985, Prato
- 7 luglio 1985, Ravenna
- 27 luglio 1985, Cariati

Agosto
- 4 agosto 1985, Ostuni
- 6 agosto 1985, Montefiascone
- 9 agosto 1985, Modena
- 10 agosto 1985, Santa Severa
- 12 agosto 1985, Acquarica del Capo
- 13 agosto 1985, Castelluccio Inferiore
- 31 agosto 1985, Ferrara

Settembre
- 3 settembre 1985, Imola
- 1º ottobre 1985, Bologna, PalaDozza

## Luca Carboni Tour 1986
Luca Carboni Tour 1986 è la terza tournée, partita da Nardò il 25 gennaio 1986 e terminata a Toronto il 12 ottobre 1986.
Segue l'uscita dell'album Forever.

### Band
- Daniele Bruno - tastiera, pianoforte
- Beppe D'Onghia - organo Hammond, Fender Rhodes
- Mauro Patelli - chitarra elettrica, chitarra acustica
- Antonello Giorgi - batteria
- Luciano Graffi - basso

### Date
Gennaio
- 25 gennaio 1986, Nardò

Febbraio
- 4 febbraio 1986, Piumazzo
- 6 febbraio 1986, Venezia

Marzo
- 14 marzo 1986, Terni
- 15 marzo 1986, Baia Domizia
- 18 marzo 1986, Napoli
- 22 marzo 1986, Alba

Ottobre
- 12 ottobre 1986, Toronto (Canada)

## Luca Carboni Tour 1987-1988
Luca Carboni Tour 1987-1988 è la quarta tournée, partita da Alatri il 28 giugno 1987 e terminata a Torino il 26 settembre 1988.
Segue l'uscita dell'album Luca Carboni.
In una delle date del Tour 1988 interpreta insieme a Gianni Morandi il brano Gli autobus di notte.

### Band
- Daniele Bruno - tastiera, pianoforte
- Aldo Fedele - organo Hammond, Fender Rhodes
- Mauro Patelli - chitarra elettrica, chitarra acustica
- Antonello Giorgi - batteria
- Roberto Drovandi - basso
- Paolo Caruso - percussioni

### Date
Giugno 1987
- 28 giugno 1987, Alatri

Luglio 1987
- 4 luglio 1987, Sant'Ilario d'Enza
- 6 luglio 1987, Roccamonfina
- 11 luglio 1987, Formia
- 12 luglio 1987, Monsampolo del Tronto
- 14 luglio 1987, San Casciano in Val di Pesa
- 24 luglio 1987, Carpineti
- 25 luglio 1987, Magliano Sabina
- 27 luglio 1987, Castel Maggiore
- 28 luglio 1987, Pretoro
- 29 luglio 1987, Terracina

Agosto 1987
- 2 agosto 1987, Banzi
- 4 agosto 1987, Lanciano
- 5 agosto 1987, Marina di Sibari
- 6 agosto 1987, Ceglie Messapica
- 7 agosto 1987, Maropati
- 10 agosto 1987, Ragusa
- 11 agosto 1987, Regalbuto
- 12 agosto 1987, Montepaone Lido
- 13 agosto 1987, Minervino di Lecce
- 14 agosto 1987, Veroli
- 15 agosto 1987, Melfi
- 16 agosto 1987, Popoli
- 17 agosto 1987, Pietra Montecorvino
- 21 agosto 1987, Camerino
- 23 agosto 1987, Pontinia
- 24 agosto 1987, Amelia
- 25 agosto 1987, Cinquefrondi

Settembre 1987
- 7 settembre 1987, Melissano
- 14 settembre 1987, Mattinata

Dicembre 1987
- 8 dicembre 1987, Garlasco
- 10 dicembre 1987, San Giovanni Lupatoto
- 14 dicembre 1987, Formigine
- 15 dicembre 1987, Castrocaro Terme
- 17 dicembre 1987, Bosco Marengo
- 18 dicembre 1987, Vigliano d'Asti
- 19 dicembre 1987, Genova
- 20 dicembre 1987, Città di Castello
- 22 dicembre 1987, Pistoia
- 23 dicembre 1987, Lugo di Romagna
- 26 dicembre 1987, Chioggia
- 27 dicembre 1987, Ponte Valleceppi
- 28 dicembre 1987, Rieti

Gennaio 1988
- 5 gennaio 1988, Marmirolo
- 6 gennaio 1988, Porto Recanati
- 7 gennaio 1988, Livorno
- 8 gennaio 1988, Viterbo
- 9 gennaio 1988, Bisceglie
- 10 gennaio 1988, Bari
- 14 gennaio 1988, Frosinone
- 16 gennaio 1988, Moena
- 18 gennaio 1988, Roma
- 19 gennaio 1988, Roma
- 21 gennaio 1988, Bologna
- 23 gennaio 1988, Torino
- 27 gennaio 1988, Bellinzona (Svizzera)
- 29 gennaio 1988, Montecchio

Febbraio 1988
- 1º febbraio 1988, Napoli
- 2 febbraio 1988, Pescara
- 4 febbraio 1988, Catania
- 5 febbraio 1988, Palermo
- 8 febbraio 1988, Corigliano Calabro
- 9 febbraio 1988, Salerno
- 11 febbraio 1988, Vicenza
- 12 febbraio 1988, Terni
- 13 febbraio 1988, Bologna
- 14 febbraio 1988, Vergiate
- 15 febbraio 1988, Milano
- 16 febbraio 1988, Milano
- 18 febbraio 1988, San Benedetto del Tronto
- 19 febbraio 1988, Monte Roberto
- 20 febbraio 1988, Siena
- 21 febbraio 1988, Firenze
- 22 febbraio 1988, San Nicolò di Celle
- 23 febbraio 1988, Trieste
- 24 febbraio 1988, Padova
- 27 febbraio 1988, Taranto
- 28 febbraio 1988, Bari

Marzo 1988
- 6 marzo 1988, Arezzo
- 7 marzo 1988, Empoli
- 8 marzo 1988, Reggio Emilia
- 10 marzo 1988, Ancona
- 11 marzo 1988, Bassano del Grappa
- 12 marzo 1988, Bolzano
- 14 marzo 1988, Castrocaro Terme
- 15 marzo 1988, Caravaggio
- 16 marzo 1988, Sanremo
- 17 marzo 1988, Lucca
- 18 marzo 1988, Alessandria
- 19 marzo 1988, Chiavari

Maggio 1988
- 28 maggio 1988, Vienna (Austria), Donainselfest

Luglio 1988
- 4 luglio 1988, Brescia
- 6 luglio 1988, Sant'Angelo Lodigiano
- 7 luglio 1988, Sondrio
- 9 luglio 1988, Cassano Magnano
- 10 luglio 1988, Como
- 11 luglio 1988, La Spezia
- 13 luglio 1988, Pesaro
- 14 luglio 1988, San Benedetto del Tronto
- 16 luglio 1988, Dicomano
- 17 luglio 1988, Artena
- 18 luglio 1988, Cremona
- 19 luglio 1988, Carpi
- 20 luglio 1988, Novara
- 21 luglio 1988, Imperia
- 23 luglio 1988, Porretta Terme
- 28 luglio 1988, Acireale
- 29 luglio 1988, Modica
- 30 luglio 1988, Caltagirone
- 31 luglio 1988, Sciacca

Agosto 1988
- 2 agosto 1988, Capo d'Orlando
- 4 agosto 1988, Vieste
- 5 agosto 1988, Andria
- 6 agosto 1988, Monopoli
- 7 agosto 1988, Lecce
- 8 agosto 1988, Bernalda
- 9 agosto 1988, Taranto
- 10 agosto 1988, Schiavonea
- 11 agosto 1988, Lamezia Terme
- 12 agosto 1988, Tortona
- 13 agosto 1988, Ascea
- 15 agosto 1988, Sorrento
- 16 agosto 1988, Ischia
- 17 agosto 1988, Nettuno
- 18 agosto 1988, Castiglione della Pescaia
- 19 agosto 1988, Albenga
- 20 agosto 1988, Pietrasanta
- 31 agosto 1988, Castagnole delle Lanze

Settembre 1988
- 1º settembre 1988, Borgomanero
- 3 settembre 1988, Reggio Emilia
- 9 settembre 1988, Genova
- 10 settembre 1988, Torino
- 11 settembre 1988, Treviso
- 13 settembre 1988, Bologna
- 14 settembre 1988, Roma, Villa Gordiani
- 23 settembre 1988, Chieti
- 25 settembre 1988, Milano
- 26 settembre 1988, Torino

## Persone silenziose Tour 1990
Persone silenziose Tour 1990 è la quinta tournée, partita da Ancona il 14 marzo 1990 e terminata a Caraglio il 14 settembre 1990.
Segue l'uscita dell'album Persone silenziose.

### Band
- Daniele Bruno - tastiera, pianoforte
- Aldo Fedele - organo Hammond, Fender Rhodes
- Mauro Patelli - chitarra elettrica, chitarra acustica
- Antonello Giorgi - batteria
- Roberto Drovandi - basso
- Paolo Caruso - percussioni
- Ignazio Orlando: computer, programmazione

### Scaletta
1. Primavera
2. I ragazzi che si amano
3. Estranei
4. Quante verità
5. Te che non so chi sei
6. Il punto
7. Le case d'inverno
8. Persone silenziose
9. Ci stiamo sbagliando
10. Ninna nanna
11. Fragole buone buone
12. Sarà un uomo
13. Sexy
14. Silvia lo sai
15. Farfallina
16. Continuate così
17. Vieni a vivere con me

### Date
Marzo
- 14 marzo 1990, Ancona
- 15 marzo 1990, Campobasso
- 16 marzo 1990, San Benedetto del Tronto
- 19 marzo 1990, Ravenna
- 20 marzo 1990, Legnano
- 22 marzo 1990, Zurigo (Svizzera)
- 23 marzo 1990, Zofingen (Svizzera)
- 24 marzo 1990, Locarno (Svizzera)
- 25 marzo 1990, Frauenfeld (Svizzera)
- 26 marzo 1990, Sanremo
- 27 marzo 1990, Piacenza
- 29 marzo 1990, Alessandria
- 30 marzo 1990, Torino
- 31 marzo 1990, Torino

Aprile
- 2 aprile 1990, Roma
- 3 aprile 1990, Roma
- 4 aprile 1990, Frosinone
- 5 aprile 1990, Bologna
- 6 aprile 1990, Bologna
- 8 aprile 1990, Firenze
- 10 aprile 1990, Carrara
- 11 aprile 1990, Grosseto
- 12 aprile 1990, Arezzo
- 16 aprile 1990, Rovereto
- 17 aprile 1990, Vicenza
- 18 aprile 1990, Pordenone
- 19 aprile 1990, Padova
- 20 aprile 1990, Bergamo
- 21 aprile 1990, Genova
- 23 aprile 1990, Treviso
- 24 aprile 1990, Trieste
- 25 aprile 1990, Bassano del Grappa
- 26 aprile 1990, Milano
- 27 aprile 1990, Milano
- 29 aprile 1990, Aprilia
- 30 aprile 1990, Napoli

Maggio
- 1º maggio 1990, Napoli
- 2 maggio 1990, Salerno
- 3 maggio 1990, Viterbo

Luglio
- 10 luglio 1990, Pietra Ligure
- 12 luglio 1990, La Spezia
- 13 luglio 1990, Correggio
- 14 luglio 1990, Chiavari
- 17 luglio 1990, Mede
- 18 luglio 1990, Castiglione dei Pepoli
- 19 luglio 1990, Cesenatico
- 20 luglio 1990, Porto Recanati
- 21 luglio 1990, Lanciano
- 23 luglio 1990, Piombino
- 27 luglio 1990, Sassari
- 28 luglio 1990, Villacidro
- 19 luglio 1990, Olbia
- 31 luglio 1990, Latina

Agosto
- 2 agosto 1990, Acireale
- 3 agosto 1990, Piazza Armerina
- 5 agosto 1990, Castiglione di Sicilia
- 6 agosto 1990, San Martino Valle Caudina
- 7 agosto 1990, Lamezia Terme
- 8 agosto 1990, Rionero in Vulture
- 9 agosto 1990, Sapri
- 10 agosto 1990, Agropoli
- 11 agosto 1990, Taranto
- 12 agosto 1990, Acquaviva delle Fonti
- 13 agosto 1990, Ostuni
- 14 agosto 1990, Ugento
- 15 agosto 1990, Morcone
- 16 agosto 1990, Avellino
- 17 agosto 1990, Borgo Hermada
- 20 agosto 1990, Chianciano Terme
- 22 agosto 1990, Bisacquino
- 24 agosto 1990, Trecastagni
- 25 agosto 1990, Siracusa
- 26 agosto 1990, Messina
- 29 agosto 1990, Riccione

Settembre
- 3 settembre 1990, Ferrara
- 4 settembre 1990, Castelletto Ticino
- 6 settembre 1990, Milano
- 7 settembre 1990, Pisa
- 8 settembre 1990, Verona
- 9 settembre 1990, Villanova
- 10 settembre 1990, Fagagna
- 12 settembre 1990, Roma
- 14 settembre 1990, Caraglio

## Ci vuole un fisico bestiale Tour 1992
Ci vuole un fisico bestiale Tour 1992 è la sesta tournée, partita da Arezzo il 30 marzo 1992 e terminata a Bologna il 14 agosto 1992.
L'apertura della tournée è affidata ai Tiromancino.
Segue l'uscita dell'album Carboni.
Durante 3 date del Tour a Bologna, Verona e Parma vengono registrati alcuni brani e inseriti nell'album Diario Carboni; durante 3 date del Tour (due a Bologna e una a Salerno) viene registrata la VHS Diario Carboni; durante 2 date del Tour a Bologna viene registrato da Ambrogio Lo Giudice il videoclip live del brano La mia città.

### Band
- Daniele Bruno: tastiera, pianoforte, organo Hammond, Fender Rhodes, cori
- Mauro Patelli: chitarra elettrica, chitarra acustica, cori
- Mauro Gardella: chitarra elettrica, chitarra acustica
- Massimo Sutera: basso
- Sandro Piccinini: batteria
- Ignazio Orlando: computer, programmazione

### Scaletta
1. La mia città
2. Baila Sad Jack
3. Quante verità
4. Vieni a vivere con me
5. Le storie d'amore
6. I ragazzi che si amano
7. L'amore che cos'è
8. Primavera
9. Lungomare
10. Alzando gli occhi al cielo
11. Silvia lo sai
12. Farfallina
13. Persone silenziose
14. Il punto
15. Ci vuole un fisico bestiale
16. Mare mare (Bologna-Riccione)
17. Siamo le stelle del cielo
18. Ci stiamo sbagliando
19. Fragole buone buone
20. Sarà un uomo

### Date
Marzo
- 30 marzo 1992, Arezzo

Aprile
- 1º aprile 1992, Livorno
- 3 aprile 1992, Mestre
- 6 aprile 1992, Firenze
- 8 aprile 1992, San Severo
- 9 aprile 1992, Chieti
- 10 aprile 1992, Jesi
- 11 aprile 1992, San Benedetto del Tronto
- 13 aprile 1992, Bologna
- 22 aprile 1992, Trapani
- 23 aprile 1992, Acireale
- 24 aprile 1992, Reggio Calabria
- 26 aprile 1992, Salerno
- 27 aprile 1992, Napoli
- 28 aprile 1992, Bari
- 30 aprile 1992, Perugia

Maggio
- 1º maggio 1992, Roma
- 4 maggio 1992, Milano
- 5 maggio 1992, Brescia
- 7 maggio 1992, Verona
- 8 maggio 1992, Belluno
- 9 maggio 1992, Bolzano
- 11 maggio 1992, Trieste
- 18 maggio 1992, Torino
- 19 maggio 1992, Genova
- 21 maggio 1992, Parma
- 22 maggio 1992, Forlì
- 23 maggio 1992, Pavia
- 24 maggio 1992, Udine
- 26 maggio 1992, Roma
- 27 maggio 1992, Berna (Svizzera)
- 28 maggio 1992, Winterthur (Svizzera)
- 29 maggio 1992, Lugano (Svizzera)

Giugno
- 12 giugno 1992, Salerno

Agosto
- 14 agosto 1992, Bologna

## Carboni-Jovanotti in concerto 1992
Carboni-Jovanotti in concerto 1992 è la settima tournée insieme a Jovanotti, partita da Pieve di Cento il 25 novembre 1992 e terminata a Napoli il 4 dicembre 1992.
Durante un concerto Luca interpreta il brano La leva calcistica della classe '68 di Francesco De Gregori nell'anniversario della sua pubblicazione.
I concerti del Tour vengono chiusi con il brano Splendida giornata di Vasco Rossi.
Segue l'uscita dell'album Carboni.

### Band
- Daniele Bruno: tastiera, pianoforte, organo Hammond, Fender Rhodes, cori
- Mauro Patelli: chitarra elettrica, chitarra acustica, cori
- Massimo Sutera: basso
- Sandro Piccinini: batteria
- Ignazio Orlando: computer, programmazione
- Saturnino: basso
- Michele Centonze: chitarra elettrica, chitarra acustica
- Nabuc: tastiera
- Pier Foschi: batteria

### Date
Novembre
- 25 novembre 1992, Pieve di Cento
- 26 novembre 1992, Villorba, PalaVerde
- 27 novembre 1992, Modena, PalaPanini
- 28 novembre 1992, Firenze, Nelson Mandela Forum
- 30 novembre 1992, Milano, Mediolanum Forum d'Assago

Dicembre
- 1º dicembre 1992, Torino, PalaRuffini
- 3 dicembre 1992, Roma, PalaLottomatica
- 4 dicembre 1992, Napoli, PalaPartenope

### Scaletta
1. Intro 1992
2. Il rap
3. La mia città
4. Benvenuti nella giungla
5. Baila Sad Jack
6. Io No
7. L'amore che cos'è
8. Ragazzo fortunato
9. Le storie d'amore, Puttane e spose
10. Estate 1992
11. Mare mare
12. Il cuore
13. Alzando gli occhi al cielo
14. Ho perso la direzione
15. Ci vuole un fisico bestiale
16. Non m'annoio
17. Tempo che passi
18. Sai qual è il problema
19. Siamo le stelle del cielo, Vai con un po' di violenza
20. O è Natale tutti i giorni...
21. La leva calcistica della classe '68
22. Mondo in mi 7º, Libera l'anima
23. Splendida giornata
24. Una tribù che balla
25. Farfallina
26. Quando sarai lontana
27. Vieni a vivere con me
28. Ciao mamma

## Ci vuole un fisico bestiale Tour 1993 Europa
Ci vuole un fisico bestiale Tour 1993 Europa è l'ottava tournée, partita da Zurigo il 18 maggio 1993 e terminata a Francoforte il 26 maggio 1993.
L'apertura della tournée è affidata ai Tiromancino.
Segue l'uscita dell'album Carboni.

### Band
- Daniele Bruno: tastiera, pianoforte, organo Hammond, Fender Rhodes, cori
- Mauro Patelli: chitarra elettrica, chitarra acustica, cori
- Mauro Gardella: chitarra elettrica, chitarra acustica
- Massimo Sutera: basso
- Sandro Piccinini: batteria
- Ignazio Orlando: computer, programmazione

### Scaletta
1. Intro 1992
2. Il rap
3. La mia città
4. Benvenuti nella giungla
5. Baila Sad Jack
6. Io No
7. L'amore che cos'è
8. Ragazzo fortunato
9. Le storie d'amore, Puttane e spose
10. Estate 1992
11. Mare mare
12. Il cuore
13. Alzando gli occhi al cielo
14. Ho perso la direzione
15. Ci vuole un fisico bestiale
16. Non m'annoio
17. Tempo che passi
18. Sai qual è il problema
19. Siamo le stelle del cielo, Vai con un po' di violenza
20. O è Natale tutti i giorni...
21. La leva calcistica della classe '68
22. Mondo in mi 7º, Libera l'anima
23. Splendida giornata
24. Una tribù che balla
25. Farfallina
26. Quando sarai lontana
27. Vieni a vivere con me
28. Ciao mamma

### Date
Maggio
- 18 maggio 1993, Zurigo (Svizzera)
- 20 maggio 1993, Amburgo (Germania)
- 21 maggio 1993, Berlino (Germania)
- 23 maggio 1993, Düsseldorf (Germania)
- 24 maggio 1993, Monaco di Baviera (Germania)
- 25 maggio 1993, Stoccarda (Germania)
- 26 maggio 1993, Francoforte sul Meno (Germania)

## Diario Carboni Tour 1993
Diario Carboni Tour 1993 è la nona tournée, partita da Bologna il 31 ottobre 1993 e terminata a Roma il 27 novembre 1993.
Segue l'uscita dell'album Diario Carboni.

### Band
- Daniele Bruno: tastiera, pianoforte, organo Hammond, Fender Rhodes, cori
- Mauro Patelli: chitarra elettrica, chitarra acustica, cori
- Mauro Gardella: chitarra elettrica, chitarra acustica
- Luca Malaguti: basso
- Sandro Piccinini: batteria

### Scaletta
- Durante il Tour Ugo Rapezzi interpreta il brano Tequila e duetta con Luca Carboni nel brano Spider.

1. Faccio i conti con te
2. Fragole buone buone
3. Il fermo
4. Sarà un uomo
5. Le nostre parole
6. Farfallina
7. Voglia di Vivere
8. Vieni a Vivere con me
9. Silvia lo sai
10. Persone silenziose
11. Te che non so chi sei
12. Tequila
13. Spider
14. Il mio cuore fa ciock
15. L'amore che cos'è
16. La mia città
17. Ci vuole un fisico bestiale
18. Vedo risorgere il sole
19. Mare mare (Bologna-Riccione)

### Date
Novembre
- 1 novembre 1993, Rimini
- 9 novembre 1993, Bologna, Matis Club
- 10 novembre 1993, Bologna, Matis Club
- 15 novembre 1993, Milano, City Square
- 16 novembre 1993, Milano, City Square
- 21 novembre 1993, Firenze, Auditorium FLOG
- 22 novembre 1993, Firenze Auditorium FLOG
- 24 novembre 1993, Roma, Palladium (data doppia, pomeridiana e serale)
- 25 novembre 1993, Roma, Palladium (data doppia, pomeridiana e serale)
- 26 novembre 1993, Roma, Palladium (data doppia, pomeridiana e serale)
- 27 novembre 1993, Roma, Palladium (data doppia, pomeridiana e serale)

## Diario Carboni Tour 1994 Europeo
Diario Carboni Tour 1994 Europeo è la decima tournée, partita da Lucerna il 10 giugno 1994 e terminata a Nyon il 24 luglio 1994.
In alcuni concerti partecipano Eros Ramazzotti e Jovanotti.
Segue l'uscita dell'album Diario Carboni.

### Band
- Daniele Bruno: tastiera, pianoforte, organo Hammond, Fender Rhodes, cori
- Mauro Patelli: chitarra elettrica, chitarra acustica, cori
- Mauro Gardella: chitarra elettrica, chitarra acustica
- Luca Malaguti: basso
- Massimo Sutera: basso
- Sandro Piccinini: batteria

### Date
Giugno
- 10 giugno 1994, Lucerna (Svizzera)
- 12 giugno 1994, Francoforte (Germania)
- 19 giugno 1994, Bayreuth (Germania), Hans-Walter Wild Stadion (con Jovanotti e Ramazzotti)
- 26 giugno 1994, Bruxelles (Belgio), Atomium (con Jovanotti e Ramazzotti)

Luglio
- 2 luglio 1994, Zurigo (Svizzera) (con Jovanotti e Ramazzotti)
- 4 luglio 1994, Berlino (Germania) (con Jovanotti e Ramazzotti)
- 6 luglio 1994, Straubing (Germania) (con Jovanotti e Ramazzotti)
- 15 luglio 1994, Eindhoven (Paesi Bassi) (con Jovanotti e Ramazzotti)
- luglio Zagabria (Croazia) (con Jovanotti e Ramazzotti)
- luglio Lisbona (Portogallo) (con Jovanotti e Ramazzotti)
- luglio Tolone (Francia) (con Jovanotti e Ramazzotti)
- 24 luglio 1994, Nyon (Svizzera)

## Mondo Tour 1996
Mondo Tour Tour 1996 è l'undicesima tournée, partita da Villorba il 7 febbraio 1996 e terminata a Roma il 30 novembre 1996.
Durante il Tour, Luca Carboni duetta virtualmente con il deejay Alessio Bertallot, che interpreta su maxi schermo, l'extra-terrestre del brano Ex T.Blu
Segue l'uscita dell'album MONDO world welt monde.

### Band
- Fabio Anastasi: tastiera, pianoforte, organo Hammond, Fender Rhodes
- Mauro Patelli: chitarra elettrica, chitarra acustica, cori
- Michele Vanni: chitarra elettrica, chitarra acustica, cori
- Antonello Giorgi: batteria
- Luca Malaguti: basso
- Ignazio Orlando: programmazione, sequencer
- Francesco Frank Nemola: tromba

### Date
Febbraio
- 7 febbraio 1996, Villorba
- 9 febbraio 1996, Torino
- 11 febbraio 1996, Casalecchio di Reno
- 13 febbraio 1996, Ancona
- 15 febbraio 1996, Roma
- 17 febbraio 1996, Napoli
- 19 febbraio 1996, Assago
- 23 febbraio 1996, Bruxelles (Belgio)
- 28 febbraio 1996, Berlino (Germania)
- 29 febbraio 1996, Amburgo (Germania)

Marzo
- 13 marzo 1996, Stoccarda (Germania)
- 18 marzo 1996, Francoforte (Germania)
- 23 marzo 1996, Basilea (Svizzera)
- 25 marzo 1996, Curno
- 31 marzo 1996, Val Gardena

Aprile
- 29 aprile 1996, Treviso

Maggio
- 1º maggio 1996, Roma
- 10 maggio 1996, Follonica, PalaGolfo
- 11 maggio 1996, Foligno, Palasport
- 14 maggio 1996, Forlì, PalaFiera
- 16 maggio 1996, Parma, Palasport Raschi
- 17 maggio 1996, Genova, Palasport
- 18 maggio 1996, Montichiari
- 19 maggio 1996, Bassano del Grappa
- 20 maggio 1996, Trieste
- 21 maggio 1996, Firenze
- 23 maggio 1996, Desio
- 24 maggio 1996, Pavia

Ottobre
- 16 ottobre 1996, Roma

Novembre
- 30 novembre 1996, Roma

## Carovana Tour 1998-1999
Carovana Tour 1998-1999 è la dodicesima tournée, partita da Assisi il 6 settembre 1998 e terminata a Monaco di Baviera il 9 ottobre 1999. È presente la OFI Chamber Orchestra.
Durante il concerto del 9 settembre a Bologna, giorno della morte di Lucio Battisti, Luca Carboni gli dedica il brano Persone silenziose.
Segue l'uscita dell'album Carovana e Il tempo dell'amore.

### Band
- Fabio Anastasi: tastiera, pianoforte, organo Hammond, Fender Rhodes
- Mauro Patelli: chitarra elettrica, chitarra acustica, cori
- Michele Vanni: chitarra elettrica, chitarra acustica, tastiere, programmazione computer, cori
- Antonello Giorgi: batteria
- Ignazio Orlando: basso
- OFI Chamber Orchestra: Orchestra

### Date

#### Italia
Settembre 1998
- 6 settembre 1998, Assisi
- 9 settembre 1998, Bologna
- 13 settembre 1998, Verona
- 19 settembre 1998, Roma

Ottobre 1998
- 3 ottobre 1998, Catania
- 13 ottobre 1998, Torino

Novembre 1998
- 21 novembre 1998, Cremona
- 27 novembre 1998, Legnano

Dicembre 1998
- 6 dicembre 1998, Arezzo
- 17 dicembre 1998, Modena
- 31 dicembre 1998, Roma

Gennaio 1999
- 20 gennaio 1999, Napoli
- 22 gennaio 1999, Bari
- 26 gennaio 1999, Mantova
- 29 gennaio 1999, Trieste

Febbraio 1999
- 2 febbraio 1999, Mestre
- 4 febbraio 1999, Milano
- 6 febbraio 1999, Brescia
- 8 febbraio 1999, Roma
- 12 febbraio 1999, Pescara
- 18 febbraio 1999, Padova

Marzo 1999
- 2 marzo 1999, Palermo
- 4 marzo 1999, Rende
- 6 marzo 1999, Bologna
- 12 marzo 1999, Vicenza
- 23 marzo 1999, Lucca

#### Estero
Aprile 1999
- 19 aprile 1999, Brema (Germania)

Ottobre 1999
- 3 ottobre 1999, Treviri (Germania)
- 4 ottobre 1999, Colonia (Germania)
- 5 ottobre 1999, Offenbach am Main (Germania)
- 6 ottobre 1999, Stoccarda (Germania)
- 8 ottobre 1999, Friedrichshafen (Germania)
- 9 ottobre 1999, Monaco di Baviera (Germania)

## Europe Live Tour 2000
Europe Live Tour 2000 è la tredicesima tournée, partita da Vienna il 20 febbraio 2000 e terminata a Saint Vincent il 27 agosto 2000.
Segue l'uscita dell'album Il tempo dell'amore.

### Band
- Fabio Anastasi: tastiera, pianoforte, organo Hammond, Fender Rhodes
- Mauro Patelli: chitarra elettrica, chitarra acustica, cori
- Michele Vanni: chitarra acustica, chitarra elettrica, tastiere, programmazione computer, cori
- Antonello Giorgi: batteria
- Ignazio Orlando: basso

### Date
Febbraio
- 20 febbraio 2000, Vienna (Austria)
- 23 febbraio 2000, Stoccarda (Germania)
- 24 febbraio 2000, Magonza (Germania)
- 28 febbraio 2000, Francoforte (Germania)

Marzo
- 2 marzo 2000, San Gallo (Svizzera)
- 3 marzo 2000, Basilea (Svizzera)
- 20 marzo 2000, Roma

Maggio
- 1º maggio 2000, Torino

Luglio
- 10 luglio 2000, Formigine
- 12 luglio 2000, Campione d'Italia
- 15 luglio 2000, Lazise
- 16 luglio 2000, Bellinzona (Svizzera)
- 27 luglio 2000, Napoli
- 28 luglio 2000, Polignano a Mare
- 29 luglio 2000, Gallipoli

Agosto
- 1º agosto 2000, Rapallo
- 4 agosto 2000, Würselen (Germania)
- 5 agosto 2000, Genk (Belgio)
- 6 agosto 2000, Pescara
- 8 agosto 2000, Avellino
- 10 agosto 2000, Acireale
- 16 agosto 2000, Lucera
- 17 agosto 2000, Taranto
- 19 agosto 2000, Latina
- 27 agosto 2000, Saint Vincent

## Lu*Ca Tour 2002
Lu*Ca Tour 2002 è la quattordicesima tournée, partita da Cagli il 26 gennaio 2002 e terminata a Trieste l'11 ottobre 2002.
L'apertura della tournée è affidata a Pacifico.
Segue l'uscita dell'album LU*CA.

### Band
- Fabio Anastasi: tastiera, pianoforte, organo Hammond, Fender Rhodes
- Mauro Patelli: chitarra elettrica, chitarra acustica, cori
- Michele Vanni: chitarra acustica, chitarra elettrica, tastiere, programmazione computer, cori
- Antonello Giorgi: batteria
- Ignazio Orlando: basso

### Scaletta
1. Stellina (dei cantautori)
2. La mia città
3. La nostra storia
4. Colori
5. Le parole
6. L'amore che cos'è
7. Voglia di piangere
8. L'amore non lo sa
9. La mia ragazza
10. Chiudi gli occhi
11. Ni na na
12. Farfallina
13. Le storie d'amore
14. Gli autobus di notte
15. Il tempo dell'amore
16. Mi ami davvero
17. Le ragazze
18. Fragole buone buone
19. Inno Nazionale
20. I problemi della gente
21. Ci vuole un fisico bestiale
22. Ci stiamo sbagliando
23. Vieni a vivere con me
24. Mare mare (Bologna-Riccione)

### Date
Gennaio
- 26 gennaio 2002, Cagli
- 28 gennaio 2002, Trento, Auditorium Santa Chiara
- 29 gennaio 2002, Carpi, Teatro Comunale
- 31 gennaio 2002, Bari, Teatro Team

Febbraio
- 1º febbraio 2002, Lecce, Teatro Tenda
- 2º febbraio 2002, Eboli, Palasport
- 3 febbraio 2002, Civitavecchia, Teatro Traiano
- 4 febbraio 2002, Roma, Teatro Olimpico
- 12 febbraio 2002, Napoli, Teatro Augusteo
- 13 febbraio 2002, Viterbo, Teatro Unione
- 15 febbraio 2002, Verona, Extravagario
- 16 febbraio 2002, Porto Sant'Elpidio, Palazzetto
- 17 febbraio 2002, Terni, Teatro Politeama
- 18 febbraio 2002, Bologna, Teatro Medica Palace
- 19 febbraio 2002, Bologna, Teatro Medica Palace
- 21 febbraio 2002, Como, Teatro Sociale
- 22 febbraio 2002, Pordenone, Palasport
- 24 febbraio 2002, Venezia, PalaFenice
- 25 febbraio 2002, Milano, Teatro Smeraldo
- 26 febbraio 2002, Milano, Teatro Smeraldo
- 27 febbraio 2002, Torino, Teatro Colosseo
- 28 febbraio 2002, Novara, Teatro Coccia

Marzo
- 1º marzo 2002, Mantova, Teatro Ariston
- 2 marzo 2002, Brescia, Palasport
- 4 marzo 2002, Monaco di Baviera (Germania), Muffathalle
- 5 marzo 2002, Stoccarda (Germania), Villa Berg
- 6 marzo 2002, Amburgo (Germania), Fabrik
- 7 marzo 2002, Magonza (Germania), Kuz
- 8 marzo 2002, Colonia (Germania), Cantine
- 13 marzo 2002, Reggio Emilia, Palasport
- 14 marzo 2002, Trieste, Teatro Rossetti
- 15 marzo 2002, Belluno, Teatro Comunale
- 18 marzo 2002, Catania, Teatro Metropolitan
- 19 marzo 2002, Palermo, Teatro al Massimo
- 21 marzo 2002, Firenze, Teatro Verdi
- 22 marzo 2002, Ravenna, PalaDeAndrè
- 23 marzo 2002, Padova, Palasport San Lazzaro
- 24 marzo 2002, Cortemaggiore, Fillmore Club
- 25 marzo 2002, Vercelli, Teatro Civico
- 26 marzo 2002, Saint Vincent, Palais
- 27 marzo 2002, Genova, Teatro Politeama
- 28 marzo 2002, Bergamo, Teatro Gaetano Donizetti

Aprile
- 4 aprile 2002, Zurigo (Svizzera), Volkhaus
- 5 aprile 2002, Basilea (Svizzera), Pratteln
- 6 aprile 2002, San Gallo (Svizzera), Casinò
- 7 aprile 2002, Berna (Svizzera), Bierhubeli
- 12 aprile 2002, Nova Gorica (Slovenia), Palabasket
- 15 aprile 2002, Milano, Magazzini Generali
- 26 aprile 2002, San Benedetto del Tronto

Maggio
- 6 maggio 2002, Ortona, Piazza San Tommaso

Giugno
- 22 giugno 2002, Maranello, Piazza Libertà
- 23 giugno 2002, Formia, Piazza Largo Paone
- 27 giugno 2002, Roma, Ippodromo delle Capannelle
- 28 giugno 2002, Matera, Tim Tour
- 30 giugno 2002, Catania, Teatro Le Ciminiere

Luglio
- 14 luglio 2002, Artena
- 16 luglio 2002, Varallo Sesia, Piazza Vittorio Emanuele
- 22 luglio 2002, Lamezia Terme, Piazza Diaz
- 24 luglio 2002, Visciano, Piazza Lancellotti
- 25 luglio 2002, Luzzara, Casoni Festival

Agosto
- 2 agosto 2002, Salisburgo (Austria)
- 3 agosto 2002, Pescara, Ex Gaslini
- 9 agosto 2002, Messina, Piazza del Duomo
- 10 agosto 2002, Capo d'Orlando, Piazza Bontempo
- 11 agosto 2002, Soverato, Lungomare
- 13 agosto 2002, Seminara, Piazza
- 14 agosto 2002, Teora, Campo Sportivo
- 15 agosto 2002, Ripacandida, Stadio Comunale
- 16 agosto 2002, Fondi
- 18 agosto 2002, Loro Piceno, Piazza Centrale
- 24 agosto 2002, Rispescia, Festambiente

Settembre
- 7 settembre 2002, Veruno, Anfiteatro

Ottobre
- 11 ottobre 2002, Trieste

## Autoritratto Live Tour 2004
Autoritratto Live Tour 2004 è la quindicesima tournée, partita da Nova Gorica il 13 febbraio 2004 e terminata a Rombiolo il 29 settembre 2004.
Segue l'uscita dell'album Live.

### Band
- Fabio Anastasi: tastiera, pianoforte, organo Hammond, Fender Rhodes
- Mauro Patelli: chitarra elettrica, chitarra acustica, cori
- Vincenzo Pastano: chitarra elettrica, chitarra acustica, cori
- Antonello Giorgi: batteria
- Ignazio Orlando: basso

### Scaletta
1. Giovani disponibili
2. Ci stiamo sbagliando
3. L'avvenire
4. Sexy
5. Vieni a vivere con me
6. Settembre
7. Ninna nanna
8. Siamo le stelle del cielo
9. Silvia lo sai
10. La mia città
11. Gli autobus di notte
12. Le case d'inverno
13. Lungomare
14. Amando le donne
15. I ragazzi che si amano
16. Chicchi di grano
17. Le nostre parole
18. Mi ami davvero
19. La mamma
20. Farfallina
21. Caro Gesù
22. Pregare per il mondo
23. Ci vuole un fisico bestiale
24. Inno nazionale
25. Fragole buone buone
26. Mare mare (Bologna-Riccione)

### Date

#### Tour invernale
Febbraio
- 13 febbraio 2004, Nova Gorica (Slovenia)

Aprile
- 23 aprile 2004, Cagli
- 27 aprile 2004, Bologna, Teatro Manzoni
- 28 aprile 2004, Firenze, Teatro Obihall

Maggio
- 4 maggio 2004, Padova, Palasport
- 8 maggio 2004, Torino, Teatro Colosseo
- 10 maggio 2004, Napoli, Teatro Augusteo
- 11 maggio 2004, Roma, Auditorium Pio
- 13 maggio 2004, Mestre, Teatro Corso
- 14 maggio 2004, Perugia, Teatro Turreno
- 18 maggio 2004, Milano, Teatro Nazionale

#### Tour estivo
Giugno
- 26 giugno 2004, Domodossola, Piazza Matteotti

Luglio
- 8 luglio 2004, Vigevano
- 10 luglio 2004, Benevento, Piazza Castello
- 12 luglio 2004, Solofra, Piazza Mercato
- 13 luglio 2004, Scafati, Campo Sportivo
- 19 luglio 2004, Vidulis, Festa Campestre
- 22 luglio 2004, Castellana Grotte, Piazza Garibaldi
- 23 luglio 2004, Trinitapoli, Piazza Santo Stefano
- 25 luglio 2004, Gallipoli, Area Portuale

Agosto
- 2 agosto 2004, Montella, Piazza Municipio
- 6 agosto 2004, Cefalù, Porticciolo
- 7 agosto 2004, Partinico, Piazza Ardizzone
- 10 agosto 2004, Melito di Porto Salvo, Villa Comunale
- 15 agosto 2004, Boville Ernica, Piazza Centrale
- 16 agosto 2004, Vasto, Piazza
- 20 agosto 2004, San Marco la Catola, Convento
- 22 agosto 2004, Castelnuovo Garfagnana, Piazza

Settembre
- 4 settembre 2004, Scisciano, Piazza Chiesa
- 7 settembre 2004, San Benedetto di Caserta
- 26 settembre 2004, Sammichele di Bari
- 29 settembre 2004, Rombiolo, Piazza Municipio

## ...le band si sciolgono Tour 2007
...le band si sciolgono Tour 2007 è la sedicesima tournée, partita da Concordia sulla Secchia il 14 febbraio 2007 e terminata a Pimonte il 1º ottobre 2007.
L'apertura della tournée è affidata a Rosario Di Bella.
Segue l'uscita dell'album ...le band si sciolgono.

### Band
- Fabio Anastasi: tastiera, pianoforte, organo Hammond, Fender Rhodes
- Mimmo Turone tastiera, pianoforte
- Mauro Patelli: chitarra elettrica, chitarra acustica, cori
- Vince Pastano: chitarra elettrica, chitarra acustica, cori
- Antonello Giorgi: batteria
- Ignazio Orlando: basso

### Scaletta
1. Segni del tempo
2. Sarà un uomo
3. Giovani disponibili
4. Sto Pensando
5. Settembre
6. La mia città
7. Il mio cuore fa ciock
8. È caduta una stella
9. Sexy
10. Lampo di vita
11. La mia isola
12. Le storie d'amore
13. Silvia lo sai
14. Primavera
15. Persone silenziose
16. Il tempo dell'amore
17. Chiudi Gli occhi
18. Farfallina
19. Le band
20. Malinconia
21. Inno Nazionale
22. Mi ami davvero
23. Pensieri al tramonto (duetto con Rosario di Bella)
24. Solarium
25. Ci vuole un fisico bestiale
26. Vieni a vivere con me
27. L'amore che cos'è
28. Mare mare (Bologna-Riccione)

### Date

#### Tour invernale
Febbraio
- 14 febbraio 2007, Concordia sulla Secchia
- 16 febbraio 2007, Orzinuovi, Buddha Cafè
- 17 febbraio 2007, Pordenone, Deposito Giordani
- 18 febbraio 2007, Bussolengo, Teatro Tenda
- 20 febbraio 2007, Milano, Alcatraz
- 22 febbraio 2007, Taneto, Fuori Orario
- 23 febbraio 2007, Rimini, Io Street Club
- 24 febbraio 2007, Ancona, Barfly

Marzo
- 5 marzo 2007, Trento, Auditorium Santa Chiara
- 9 marzo 2007, Lucca, Palasport
- 13 marzo 2007, Zurigo (Svizzera), Kongresshaus
- 16 marzo 2007, Bari, Teatro Team
- 17 marzo 2007, Roma, Auditorium Conciliazione
- 19 marzo 2007, Torino, Teatro Colosseo
- 20 marzo 2007, Vercelli, Teatro Civico
- 28 marzo 2007, Ascoli Piceno, Teatro Ventidio Basso
- 30 marzo 2007, Genova, Politeama Genovese

Aprile
- 2 aprile 2007, Catanzaro, Teatro Politeama
- 3 aprile 2007, Catania, Teatro Metropolitan
- 4 aprile 2007, Palermo, Teatro Golden
- 9 aprile 2007, Notaresco, Piazza San Pietro
- 12 aprile 2007, Nova Gorica (Slovenia), Casinò Perla
- 14 aprile 2007, Padova, Pala San Lazzaro
- 16 aprile 2007, Firenze, Teatro Obihall
- 17 aprile 2007, Bologna, PalaDozza
- 20 aprile 2007, Napoli, PalaPartenope
- 23 aprile 2007, Bergamo, PalaCreberg
- 24 aprile 2007, Piacenza, PalaBanca
- 26 aprile 2007, Lanusei, Teatro Tonio Dei

#### Tour estivo
Aprile
- 30 aprile 2007, Comiso, Aeroporto di Comiso (inaugurazione)

Maggio
- 1º maggio 2007, Capo d'Orlando, Piazza
- 5 maggio 2007, Vasanello, Piazza della Repubblica
- 8 maggio 2007, Carano, Piazza Nuova
- 24 maggio 2007, Mantova, Mantova Musica Festival
- 26 maggio 2007, Sant'Agata Bolognese, Piazza Martiri

Giugno
- 9 giugno 2007, San Benedetto Val di Sambro, Piazza
- 10 giugno 2007, Roma, Laghetto Live
- 16 giugno 2007, Milano, Idroscalo
- 21 giugno 2007, San Marcellino, Piazza Trieste
- 23 giugno 2007, Soliera, Piazza Lusuardi
- 24 giugno 2007, Macerata, Musicultura Festival
- 25 giugno 2007, Forlì
- 27 giugno 2007, Venezia, Venice Music Awards

Luglio
- 2 luglio 2007, Vena Media, Piazza Cerantonio
- 10 luglio 2007, Sanremo, Piazza Colombo
- 14 luglio 2007, Sanremo, Piazza Colombo
- 15 luglio 2007, Bari
- 29 luglio 2007, Delianuova, Piazza

Agosto
- 2 agosto 2007, Capoliveri, Piazza Matteotti
- 4 agosto 2007, Sesto Campano, Piazza della Stazione
- 5 agosto 2007, Colle d'Anchise, Piazza Italia
- 10 agosto 2007, Acri, Anfiteatro
- 11 agosto 2007, Partanna, Piazza Falcone e Borsellino
- 13 agosto 2007, Genzano di Lucania, Piazza Mercato
- 14 agosto 2007, Forino, Piazza Tigli
- 15 agosto 2007, Montereale, Parco Madonna in Pantanis
- 16 agosto 2007, Melicucco, Piazza Senatore Romano
- 17 agosto 2007, Casignana, Piazza
- 18 agosto 2007, Trecastagni, Piazza Sant'Alfio
- 19 agosto 2007, Acquedolci, Spiaggia Buffone
- 20 agosto 2007, Ispica, Piazza Regina Margherita
- 21 agosto 2007, Corato, Piazza Cesare Battisti
- 26 agosto 2007, Cesa, Giardini di Via Pozzuoli, Festa di Santa Lucia
- 29 agosto 2007, Palinuro, Piazza

Settembre
- 3 settembre 2007, Viggiano, Piazza del Santuario
- 9 settembre 2007, Gallicano nel Lazio, Piazza Caduti Guerre
- 15 settembre 2007, Civita Castellana, Piazza
- 18 settembre 2007, Mirabella Eclano, Piazza
- 20 settembre 2007, Assisi, Assisi Festival
- 28 settembre 2007, Tocco Caudio, Piazza Municipio
- 30 settembre 2007, Aprilia, Piazza Roma

Ottobre
- 1º ottobre 2007, Pimonte, Piazza della Chiesa

## Musiche ribelli Tour 2009
Musiche ribelli Tour 2009 è la diciassettesima tournée nei teatri, che è partita da Bagnacavallo il 1º marzo 2009 e terminata a Apecchio il 4 ottobre 2009.
Segue l'uscita dell'album Musiche ribelli.
Durante il concerto del 1º marzo 2009 di Bagnacavallo al Teatro Carlo Goldoni Luca Carboni ricorda Fabrizio De André, dato che anche lui iniziò il tour proprio da qui.
Claudio Lolli ed Eugenio Finardi sono stati ospiti rispettivamente nella date di Bologna e Milano.

### Band
- Fabio Anastasi: tastiera, pianoforte, sintetizzatore, organo Hammond, Fender Rhodes
- Mauro Patelli: chitarra elettrica, cori
- Vincenzo Pastano: chitarra elettrica, chitarra acustica, cori
- Riccardo Sinigallia: chitarra acustica, cori
- Antonello Giorgi: batteria
- Ignazio Orlando: basso

### Scaletta
1. Stellina dei cantautori - Intro
2. Ho visto anche degli zingari felici
3. Raggio di sole
4. Quale allegria
5. Venderò
6. La casa di Hilde
7. Musica ribelle
8. Genova per noi (Paolo Conte)
9. Eppure soffia
10. Vincenzina e la fabbrica
11. Up Patriots to arms (Franco Battiato)
12. L'avvelenata
13. Questa sera
14. Lungomare
15. Le storie d'amore
16. Primavera
17. Mi ami davvero
18. Bellamore (Riccardo Sinigallia)
19. Silvia lo sai
20. Farfallina
21. Inno nazionale
22. Ci vuole un fisico bestiale
23. Vieni a vivere con me
24. Fragole buone buone
25. Mare mare (Bologna-Riccione)

### Date

#### Tour invernale
Marzo
- 1º marzo 2009, Bagnacavallo, Teatro Carlo Goldoni
- 2 marzo 2009, Verona, Teatro Filarmonico
- 6 marzo 2009, Padova, Teatro Tenda
- 7 marzo 2009, Brescia, PalaBrescia
- 9 marzo 2009, Firenze, Teatro Puccini
- 11 marzo 2009, Mestre, Teatro Toniolo
- 15 marzo 2009, Genova, Politeama Genovese
- 17 marzo 2009, Belluno, Teatro Comunale
- 19 marzo 2009, Napoli, Casa della musica Federico I
- 20 marzo 2009, Roma, Auditorium Conciliazione
- 21 marzo 2009, Bitritto, PalaTour
- 23 marzo 2009, Reggio Calabria, Teatro Cilea
- 25 marzo 2009, Torino, Teatro Colosseo
- 28 marzo 2009, Treno, Auditorium Santa Chiara
- 30 marzo 2009, Bologna, Europauditorium
- 31 marzo 2009, Milano, Teatro Smeraldo

#### Tour estivo
Aprile
- 23 aprile 2009, Ripatransone, Palasport
- 25 aprile 2009, Vitulazio,  Piazza Vitulanti nel modo

Maggio
- 7 maggio 2009, Nova Gorica (Slovenia), Casinò La Perla
- 11 maggio 2009, Pietragalla, Piazza Umberto
- 21 maggio 2009, Corropoli, Piazza Piè Di Corte
- 23 maggio 2009, Reggio Emilia, Piazza della Vittoria
- 26 maggio 2009, Larino, Piazza Duomo
- 28 maggio 2009, Fonte Nuova, Piazza delle Rose
- 29 maggio 2009, Savigno, Piazza XV Agosto
- 30 maggio 2009, Somma Lombardo, Piazza Vittorio Veneto

Giugno
- 7 giugno 2009, Trinità d'Agultu, Piazza Centro Storico
- 12 giugno 2009, Settimo Torinese, Parco De Gasperi
- 13 giugno 2009, Capistrello, Piazza del Comune
- 19 giugno 2009, Roma, Piazza De André, Premi De André

Luglio
- 2 luglio 2009, Enna, Piazza Europa
- 23 luglio 2009, Modena, Piazza Grande
- 24 luglio 2009, Viareggio, Premio Giorgio Gaber
- 29 luglio 2009, Forlì, Radio Bruno estate Tour

Agosto
- 1º agosto 2009, Ceglie Messapica, Arena del Palasport
- 2 agosto 2009, Canosa di Puglia, Piazza Vittorio Veneto
- 7 agosto 2009, Montemiletto, Piazza IV Novembre
- 11 agosto 2009, Terlizzi, Piazza Cavour
- 13 agosto 2009, Alife, Piazza Vescovado
- 14 agosto 2009, San Marco Argentano, Spazio Contrada
- 15 agosto 2009, Palomonte, Piazzale Sperolonga
- 16 agosto 2009, Rivisondoli, Piazzale Michelangelo
- 18 agosto 2009, Riace, Piazza Bronzi di Riace
- 20 agosto 2009, Conza della Campania, Piazza Pertini
- 24 agosto 2009, Oliena, Campo Sportivo
- 29 agosto 2009, Samo, Piazza Municipio
- 31 agosto 2009, Misilmeri, Piazza Vittime Nassiriya

Settembre
- 2 settembre 2009, Trentuno, Contrada Trentuno
- 3 settembre 2009, Lentiscosa, Piazza Santa Rosalia
- 8 settembre 2009, Burcei, Giardini Pubblici
- 12 settembre 2009, Pentone, Piazza Salerno
- 20 settembre 2009, Polizzi Generosa, Piazza Trinità
- 22 settembre 2009, Valdina, Piazza delle Palme
- 25 settembre 2009, Savignano sul Panaro, Teatro La Venere, Poesiafestival
- 27 settembre 2009, Mojo Alcantara, Piazza Municipio
- 30 settembre 2009, Orsara di Puglia, Via della Croce

Ottobre
- 4 ottobre 2009, Apecchio, Festa del Tartufo

#### Date annullate
- 1º giugno 2009, Sissa, Piazza Roma
- 5 settembre 2009, Acquedolci, Pineta comunale
- 6 settembre 2009, Santa Domenica Vittoria, Piazza Marconi

## Musiche ribelli Tour 2010
Musiche ribelli Tour 2010 è la diciottesima tournée, partita da Matino il 25 aprile 2010 e terminata a Basilea il 9 novembre 2010.
Segue l'uscita dell'album Musiche ribelli.

### Band
- Fabio Anastasi: tastiera, pianoforte, sintetizzatore, organo Hammond, Fender Rhodes
- Mauro Patelli: chitarra elettrica, chitarra acustica, cori
- Vincenzo Pastano: chitarra elettrica, chitarra acustica, cori
- Antonello Giorgi: batteria
- Ignazio Orlando: basso

### Scaletta
1. Sarà un uomo
2. Le storie d'amore
3. La mia città
4. Colori
5. Primavera
6. L'amore che cos'è
7. Ho visto anche degli zingari felici
8. Raggio di sole
9. Eppure soffia
10. Chicchi di grano
11. Le band
12. Settembre
13. Musica ribelle
14. I ragazzi che si amano
15. Silvia lo sai
16. Fragole buone buone
17. Farfallina
18. Inno nazionale
19. Ci stiamo sbagliando
20. Le ragazze
21. Mi ami davvero
22. Ci vuole un fisico bestiale
23. Vieni a vivere con me
24. Mare mare (Bologna-Riccione)

### Date
Aprile
- 25 aprile 2010, Matino, Largo Carabinieri, Festa patronale

Maggio
- 8 maggio 2010, Penne, Piazza Luca Da Penne
- 18 maggio 2010, San Severo, Viale Fortore
- 25 maggio 2010, Accettura, Piazza del Popolo
- 29 maggio 2010, Agropoli, Piazza Vittorio Veneto

Giugno
- 3 giugno 2010, Sant'Omero, Piazza Roma, Festa patronale
- 5 giugno 2010, Imola, Piazza Matteotti
- 9 giugno 2010, Santo Stefano Quisquina, Piazza Europa
- 15 giugno 2010, Scorzo, Piazza Antonio Rosolia

Luglio
- 15 luglio 2010, Mazzin di Fassa, Piazza Santa Maria
- 17 luglio 2010, Arborea, Piazza Maria Ausiliatrice
- 31 luglio 2010, Andria, Piazza Vittorio Emanuele

Agosto
- 7 agosto 2010, Soveria Simeri, Piazza Garibaldi
- 8 agosto 2010, Formia, Piazza Guerriero
- 9 agosto 2010, Mercogliano, Piazza Municipio
- 15 agosto 2010, Rossano, Piazza Steri
- 16 agosto 2010, Cepagatti, Piazza Roma
- 18 agosto 2010, Anzano di Puglia, Piazza Municipio
- 19 agosto 2010, Ravanusa, Piazza I Maggio
- 20 agosto 2010, Campofelice di Roccella, Piazza Garibaldi
- 22 agosto 2010, Rodi Garganico, Piazzale del molo
- 23 agosto 2010, Casal Velino, Piazza Maria di Nives
- 29 agosto 2010, Fornelli, Piazza Assunta
- 31 agosto 2010, Manfredonia, Piazza Papa Giovanni XXIII

Settembre
- 18 settembre 2010, Villafrati, Piazza Fratelli Rosselli

Novembre
- 9 novembre 2010, Basilea (Svizzera), Festsaal Messe Basel

## Senza titolo Tour 2011-2012
Senza titolo Tour 2011-2012 è la diciannovesima tournée, che è partita da Senigallia il 3 dicembre 2011 e terminata a Santa Flavia il 6 ottobre 2012.
Segue l'uscita dell'album Senza titolo.
Durante il concerto del 16 dicembre a Bologna duetta con Cesare Cremonini nei brani Silvia lo sai, Mondo e 50 Special.

### Band
- Fulvio Ferrari: tastiera, pianoforte, sintetizzatore, organo Hammond, Fender Rhodes
- Mauro Patelli: chitarra elettrica, chitarra acustica, cori
- Vincenzo Pastano: chitarra elettrica, chitarra acustica, cori
- Antonello Giorgi: batteria
- Ignazio Orlando: basso

### Scaletta
1. Senza strade
2. Gli autobus di notte
3. La nostra storia
4. Alzando gli occhi al cielo
5. Per tutto il tempo
6. Non finisce mica il mondo
7. La mia ragazza
8. Cazzo che bello l'amore
9. Mi ami davvero
10. Riccione-Alexander Platz
11. Solarium
12. Madre
13. La mia città
14. Faccio i conti con te
15. Liberi di andare
16. Medley: Farfallina, Il mio cuore fa ciock, Te che non so chi sei, Silvia lo sai
17. Ci stiamo sbagliando
18. Ho visto anche degli zingari felici
19. Provincia d'Italia
20. Inno nazionale
21. Non è
22. Fare le valigie
23. Ci vuole un fisico bestiale
24. Ma che amore incredibile
25. Fragole buone buone
26. Continuate così
27. Vieni a vivere con me
28. Mare mare (Bologna-Riccione)

### Date

#### Tour invernale
Dicembre
- 3 dicembre 2011, Senigallia, Teatro La Fenice
- 7 dicembre 2011, Roma, GranTeatro
- 12 dicembre 2011, Napoli, Teatro Acacia
- 15 dicembre 2011, Firenze, Teatro Puccini
- 16 dicembre 2011, Bologna, Teatro Europa Auditorium
- 18 dicembre 2011, Padova, Gran Teatro Geox
- 19 dicembre 2011, Torino, Teatro Colosseo
- 20 dicembre 2011, Milano, Teatro degli Arcimboldi

#### Tour estivo
Luglio
- 3 luglio 2012, Crema, CremArena
- 15 luglio 2012, Marina di Camerota, Spiaggia 101
- 21 luglio 2012, Vasto, Spiaggia 101
- 28 luglio 2012, Rosignano Marittimo, Spiaggia 101

Agosto
- 3 agosto 2012, Bellaria-Igea Marina, Spiaggia 101
- 4 agosto 2012, Catanzaro Lido, Area Teti
- 5 agosto 2012, Catania, Le Ciminiere, Etnafest 2012
- 7 agosto 2012, Sassano, Piazza San Gaetano
- 10 agosto 2012, Lignano Sabbiadoro, Spiaggia 101
- 11 agosto 2012, Riccione, Piazzale Roma
- 24 agosto 2012, Valverde, Piazza del Santuario
- 26 agosto 2012, Bisignano, Viale Roma
- 27 agosto 2012, Sparanise, Piazza Giovanni XXIII
- 31 agosto 2012, Gagliano Castelferrato, Piazza Piano Puleo

Settembre
- 3 settembre 2012 Campora San Giovanni, Piazza San Francesco
- 8 settembre 2012, Monte Giberto, Piazzale della Vittoria
- 22 settembre 2012, Vibo Valentia, Piazza Municipio
- 27 settembre 2012, Santi Cosma e Damiano, Piazza Tommaso Rossi

Ottobre
- 6 ottobre 2012, Santa Flavia, Piano Stenditore

#### Date annullate e rinviate
- 8 dicembre 2011, Pescara, Teatro Massimo - annullato a causa di impegni promozionali dell'artista.
- 13 dicembre 2011, Lecce, Teatro Politeama - annullato a causa di impegni promozionali dell'artista.
- 4 agosto 2012, Longobucco, Piazza San Domenico - annullato.
- 14 settembre 2012, Vibo Valentia, Piazza Municipio - rinviato al 22 settembre 2012.
- 23 settembre 2012 Pianopoli, Piazza del Municipio - annullato.

## Luca Carboni Tour 2013
Luca Carboni Tour 2013 è la ventesima tournée, che è partita da Paola il 2 maggio 2013 e terminata a Cerreto Laziale il 14 settembre 2013.

### Band
- Fulvio Ferrari: tastiera, pianoforte, sintetizzatore, organo Hammond, Fender Rhodes
- Mauro Patelli: chitarra elettrica, chitarra acustica, cori
- Vincenzo Pastano: chitarra elettrica, chitarra acustica, cori
- Antonello Giorgi: batteria
- Ignazio Orlando: basso

### Scaletta
1. Senza strade
2. Gli autobus di notte
3. La nostra storia
4. Alzando gli occhi al cielo
5. Per tutto il tempo
6. Non finisce mica il mondo
7. La mia ragazza
8. Cazzo che bello l'amore
9. Mi ami davvero
10. Riccione-Alexander Platz
11. Solarium
12. Madre
13. La mia città
14. Faccio i conti con te
15. Liberi di andare
16. Medley: Farfallina, Il mio cuore fa ciock, Te che non so chi sei, Silvia lo sai
17. Ci stiamo sbagliando
18. Ho visto anche degli zingari felici
19. Provincia d'Italia
20. Inno nazionale
21. Non è
22. Fare le valigie
23. Ci vuole un fisico bestiale
24. Ma che amore incredibile
25. Fragole buone buone
26. Continuate così
27. Vieni a vivere con me
28. Mare mare (Bologna-Riccione)

### Date
Maggio
- 2 maggio 2013, Paola, Piazza IV Novembre
- 21 maggio 2013, Casanova di Carinola, Piazza De Rosa

Luglio
- 18 luglio 2013, San Chirico Raparo, Piazza Roma
- 21 luglio 2013, Varapodio, Piazza Santo Stefano
- 27 luglio 2013, Bibione, Piazzale Zenith
- 28 luglio 2013, Anitrella, Piazza Sant'Anna
- 29 luglio 2013, Montalbano di Fasano, Piazza della Libertà

Agosto
- 2 agosto 2013, Agira, Sicilia Fashion Village
- 3 agosto 2013, Sant'Elpidio a Mare
- 4 agosto 2013, Casalbordino, Piazza Umberto I
- 5 agosto 2013, Adrano, Piazza Umberto
- 18 agosto 2013, Siano, Piazza Aldo Moro
- 24 agosto 2013, Lipari, Piazza Santonofrio
- 31 agosto 2013, Sanremo, Piazzale Visco, Festivalmare 2013

Settembre
- 8 settembre 2013, Bacoli, Nabilah Club
- 14 settembre 2013, Cerreto Laziale, Piazza Marconi
- 29 settembre 2013, Carosino, Piazza Vittorio Emanuele

#### Date annullate
- 30 luglio 2013, Montesarchio, Piazza Umberto I

## Fisico & politico Tour 2013-2014
Fisico & politico Tour 2013-2014 è la ventunesima tournée, che è partita da Bologna il 20 dicembre 2013 e terminata l'11 ottobre 2014 a Pontresina.
Nella data speciale del 20 dicembre 2013 al PalaDozza di Bologna partecipano come ospiti Alberto Bertoli, Alice, Andrea Mingardi, Biagio Antonacci, Elisa, Gaetano Curreri, Gianni Morandi, Jovanotti, Riccardo Sinigallia, Ron, Samuele Bersani, Saturnino e Tiziano Ferro. Nella data del 5 febbraio 2014 a Roma partecipano come ospiti Alberto Bertoli che duetta in Eppure soffia e Biagio Antonacci che duetta in Primavera. Nella data del 6 maggio 2014 a Firenze partecipano come ospiti Alberto Bertoli che duetta in Eppure soffia, Ron in alcuni brani al pianoforte e Saturnino in alcuni brani al basso elettrico.

### Band
- Fulvio Ferrari: tastiera, pianoforte, sintetizzatore, organo Hammond, Fender Rhodes
- Mauro Patelli: chitarra elettrica, chitarra acustica, cori
- Vincenzo Pastano: chitarra elettrica, chitarra acustica, cori
- Antonello Giorgi: batteria
- Ignazio Orlando: basso elettrico

Ospiti
- Christian "Noochie" Rigano: tastiere, sintetizzatore, programmazione (Bologna)
- Antonello D'Urso: chitarra elettrica, chitarra acustica, cori (Bologna)
- Ron: pianoforte (Bologna, Firenze)
- Roberto Drovandi: basso elettrico (Bologna)
- Saturnino: basso elettrico (Bologna, Firenze)
- Marco Tamburini: fiati (Bologna)

### Scaletta
Bologna, 20 dicembre 2013
1. La mia città
2. Ci stiamo sbagliando (con Ron al pianoforte)
3. Sarà un uomo
4. Le nostre parole
5. Fragole buone buone (con Gaetano Curreri)
6. Lampo di vita (con Gaetano Curreri)
7. Solarium
8. Colori (con Andrea Mingardi)
9. C'è sempre una canzone
10. Gli autobus di notte (con Samuele Bersani)
11. Ho visto anche degli zingari felici (con Riccardo Sinigallia)
12. Eppure soffia (con Alberto Bertoli)
13. Dimentica
14. Farfallina (con Alice)
15. Silvia lo sai
16. Primavera (con Biagio Antonacci)
17. L'amore che cos'è
18. Vieni a vivere con me (con Elisa)
19. Inno Nazionale
20. Persone silenziose (con Tiziano Ferro)
21. Pensieri al tramonto (con Tiziano Ferro)
22. Mi ami davvero
23. Fare le valigie
24. Mix 1992 (Le storie d'amore+Puttane e spose) (con Jovanotti)
25. Ci vuole un fisico bestiale (con Jovanotti)
26. Piazza Grande (con Gianni Morandi)
27. O è Natale tutti i giorni (con Jovanotti)
28. Mare mare (Bologna-Riccione) (con Biagio Antonacci)
29. Fisico & politico (come sottofondo audio)

Firenze, 6 maggio 2014
1. La mia città
2. Ci stiamo sbagliando (con Ron al pianoforte)
3. Questa sera (con Ron al pianoforte)
4. Sarà un uomo
5. Le nostre parole
6. Solarium
7. Dimentica
8. Persone silenziose
9. Eppure soffia (con Alberto Bertoli)
10. Primavera
11. Gli autobus di notte
12. Silvia lo sai
13. Farfallina
14. L'amore che cos'è
15. Inno Nazionale
16. Mi ami davvero
17. Fare le valigie (con Saturnino al basso)
18. Fragole buone buone (con Saturnino al basso)
19. Ci vuole un fisico bestiale (con Saturnino al basso)
20. Piazza Grande
21. Mare mare (Bologna-Riccione)
22. Vieni a vivere con me
23. Fisico & politico (come sottofondo audio)

### Date

#### Tour invernale
Dicembre 2013
- 20 dicembre 2013, (Special Show), Bologna, PalaDozza

Gennaio 2014
- 30 gennaio 2014, (Data zero), Rimini, Teatro Novelli

Febbraio 2014
- 3 febbraio 2014, Napoli, Teatro Augusteo
- 5 febbraio 2014, Roma, Auditorium Parco della Musica
- 9 febbraio 2014, Padova, Gran Teatro Geox
- 10 febbraio 2014, Milano, Teatro degli Arcimboldi
- 12 febbraio 2014, Torino, Teatro Colosseo
- 13 febbraio 2014, Cremona, Teatro Ponchielli

Maggio 2014
- 6 maggio 2014, Firenze, Teatro Obihall
- 8 maggio 2014, Mestre, Teatro Toniolo
- 10 maggio 2014, Lugano (Svizzera), Palazzo dei congressi
- 13 maggio 2014, Pavia, Teatro Fraschini
- 15 maggio 2014, Trento, Auditorium Santa Chiara
- 16 maggio 2014, Civitanova Marche, Teatro Rossini
- 17 maggio 2014, Cesena, Carisport
- 19 maggio 2014, Brescia, PalaBrescia
- 23 maggio 2014, Mantova, PalaBam

#### Tour estivo
Giugno 2014
- 1º giugno 2014, Valmontone, Valmontone Outlet
- 2 giugno 2014, Formia, Piazza Mattei
- 12 giugno 2014, Avezzano, Piazza Garibaldi
- 25 giugno 2014, Aosta, Stadio Puchoz, Aosta Sound Fest

Luglio 2014
- 4 luglio 2014, Lido delle Nazioni, Piazza Italia
- 20 luglio 2014, Varallo Sesia, Piazza Vittorio Emanuele II
- 25 luglio 2014, Belvedere di San Leucio, Leuciana Summer Festival
- 26 luglio 2014, Jelsi, Piazza Valiante
- 27 luglio 2014, Torrenova, Piazza Vittorio Emanuele

Agosto 2014
- 2 agosto 2014, Circello, Piazza San Vito
- 4 agosto 2014, Vignanello, Piazza Cesare Battisti
- 12 agosto 2014, Viggianello, Anfiteatro
- 18 agosto 2014, Ruvo del Monte, Piazza Ungheria
- 19 agosto 2014 Lucera, Piazza Matteotti
- 23 agosto 2014, Chiaravalle Centrale, Località Foresta
- 30 agosto 2014, Santo Stefano del Sole, Piazza

Settembre 2014
- 6 settembre 2014, Pontedera, Piazza Cavour (breve concerto strumentale)
- 8 settembre 2014, Luogosanto, Piazza Incoronazione
- 9 settembre 2014, Calvello, Piazza Falcone
- 16 settembre 2014, Modena, Festa de L'Unità
- 19 settembre 2014, Roma, Centro Commerciale Porta di Roma
- 20 settembre 2014, Rutigliano, Piazza XX Settembre

Ottobre 2014
- 11 ottobre 2014, Pontresina (Svizzera), Voices On Top c/o Rondo

#### Date rinviate
- 3 maggio 2014, Valmontone, Valmontone Outlet - rinviata al 1º giugno.
- 16 agosto 2014, Lucera, Piazza Matteotti - rinviata al 19 agosto causa maltempo.

## Luca Carboni Tour estivo 2015
Luca Carboni Tour estivo 2015 è la ventiduesima tournée, che è partita da San Cataldo il 10 maggio 2015 e terminata a Gricignano di Aversa il 1º settembre 2015.

### Band
- Fulvio Ferrari: tastiera, pianoforte, sintetizzatore, organo Hammond, Fender Rhodes
- Mauro Patelli: chitarra elettrica, chitarra acustica, cori
- Vincenzo Pastano: chitarra elettrica, chitarra acustica, cori
- Antonello Giorgi: batteria
- Ignazio Orlando: basso elettrico

### Scaletta
Firenze, 6 maggio 2014
1. La mia città
2. Ci stiamo sbagliando
3. Questa sera
4. Sarà un uomo
5. Le nostre parole
6. Solarium
7. Dimentica
8. Persone silenziose
9. Primavera
10. Gli autobus di notte
11. Silvia lo sai
12. Farfallina
13. L'amore che cos'è
14. Inno Nazionale
15. Mi ami davvero
16. Fare le valigie
17. Fragole buone buone
18. Ci vuole un fisico bestiale
19. Piazza Grande
20. Mare mare (Bologna-Riccione)
21. Vieni a vivere con me
22. Fisico & politico (come sottofondo audio)

### Date
Maggio
- 10 maggio 2015, San Cataldo, Piazza delle Terme
- 12 maggio 2015, Lauro, Piazza

Giugno
- 5 giugno 2015, Verona, Teatro romano, Festival della bellezza
- 20 giugno 2015, Peschici, Area polifunzionale via Montesanto
- 23 giugno 2015, Pignataro Maggiore, Piazza Umberto I

Luglio
- 25 luglio 2015, Marsciano, Piazza della Vittoria, Musica per i borghi
- 26 luglio 2015, Barberino di Mugello, Barberino Designer Outlet
- 31 luglio 2015, Francavilla al Mare, Piazza Sant'Alfonso, Festa patronale di Sant'Alfonso

Agosto
- 13 agosto 2015, Roccaraso, Piazza Giovanni Leone
- 16 agosto 2015, Satriano di Lucania, Piazza Umberto I
- 17 agosto 2015, Molinara, Piazza
- 19 agosto 2015, Presicce, Piazza
- 29 agosto 2015, Pavia di Udine, Via Rialto, Sagre dai Pirus
- 30 agosto 2015, Madonna di Campiglio, Running In Madonna di Campiglio
- 31 agosto 2015, Bellizzi, Piazza del mercato

Settembre
- 1º settembre 2015, Gricignano di Aversa, Villa Comunale Corso Umberto

## Pop-up Tour 2016
Pop-up Tour 2016 è la ventitreesima tournée, che è partita da Rimini il 31 dicembre 2015 e terminerà a Bari il 16 dicembre 2016.

### Formazione
Band
- Fulvio Ferrari: tastiera, pianoforte, sintetizzatore, rhodes
- Mauro Patelli: chitarra elettrica, chitarra acustica, cori
- Vincenzo Pastano: chitarra elettrica, chitarra acustica, cori
- Antonello Giorgi: batteria, batteria elettronica
- Ignazio Orlando: basso elettrico, basso synth

Opening Act
- Gino Latino

### Scaletta
1. Happy
2. I ragazzi che si amano
3. Virtuale
4. Le storie d'amore
5. Dio in cosa crede
6. Sarà un uomo
7. Invincibili
8. Chiedo scusa
9. La nostra strada
10. Solarium
11. Milano
12. Il mio cuore fa ciock (con IACO)
13. Silvia lo sai
14. Farfallina
15. Inno Nazionale
16. Non è
17. Mare mare (Bologna-Riccione)
18. Luca lo stesso
19. Dieci minuti
20. Ci vuole un fisico bestiale
21. Bologna è una regola
22. Fragole buone buone
23. Vieni a vivere con me

### Date

#### Tour Invernale
Dicembre
- 31 dicembre 2015, Rimini, Piazzale Fellini

Gennaio
- 2 gennaio 2016, Otranto, Porta terra

Febbraio
- 16 febbraio 2016, Crema (Data zero), Teatro San Domenico
- 18 febbraio 2016, Milano, Fabrique (trasmesso in diretta radio su RTL 102.5)
- 20 febbraio 2016, Venaria Reale, Teatro della Concordia
- 23 febbraio 2016, San Biagio di Callalta, Supersonic Music Arena
- 25 febbraio 2016, Nonantola, Vox Club
- 27 febbraio 2016, Roma, Atlantico
- 29 febbraio 2016, Napoli, Casa della musica

Marzo
- 1º marzo 2016, Modugno, Demodé
- 4 marzo 2016, Civitanova Marche, Donoma Club
- 8 marzo 2016, Firenze, Teatro Obihall
- 17 marzo 2016, Parma, Campus Industry Music

Aprile
- 1º aprile 2016, Asti, Nuovo Borgo Centro Commerciale
- 7 aprile 2016, Pisa, Teatro Verdi
- 8 aprile 2016, Nova Gorica (Slovenia), Casinò Perla
- 14 aprile 2016, Brescia Teatro Pala Bianco
- 15 aprile 2016, Marghera, Centro Commerciale Nave De Vero
- 17 aprile 2016, Bologna, Estragon
- 18 aprile 2016, Bologna, Estragon
- 22 aprile 2016, Pordenone, Il Deposito

Maggio
- 9 maggio 2016, Ottaviano, Piazza San Francesco, Festa di San Michele
- 21 maggio 2016, Modena, Piazza Grande, Notte bianca

#### Tour estivo
Luglio
- 11 luglio 2016, Grado, Diga Nazario Sauro
- 15 luglio 2016, Grugliasco, Via Crea 10, GruVillage Festival
- 16 luglio 2016, Serravalle Scrivia, Mc Arthur Design Outlet
- 24 luglio 2016, Cervere, Anfiteatro dell'Anima
- 25 luglio 2016, Roma, Villa Ada
- 30 luglio 2016, Brugnato, Shopping Brugnato

Agosto
- 11 agosto 2016, San Pancrazio Salentino, Forum Eventi
- 13 agosto 2016, Riccione, Piazzale Roma
- 16 agosto 2016, Cisterna di Latina, Piazza XIX Marzo
- 23 agosto 2016, Giovinazzo, Piazza Vittorio Emanuele II

Settembre
- 6 settembre 2016, Catania, Giardino Bellini, Festa del PD
- 12 settembre 2016, Argenta, Piazza Garibaldi
- 20 settembre 2016, San Vito Lo Capo, Cous Cous Festival
- 23 settembre 2016, Rende, Piazza Kennedy
- 24 settembre 2016, Lamezia Terme, Piazza 5 dicembre

#### Tour Invernale
Dicembre
- 5 dicembre 2016, Milano, Teatro degli Arcimboldi - ospiti IACO, Alessandro Raina e Tommaso Paradiso[7]
- 8 dicembre 2016, Bologna, Europauditorium - ospiti IACO, Alessandro Raina, Manuele Fusaroli e Calcutta
- 12 dicembre 2016, Roma, Auditorium Parco della Musica - ospiti IACO, Alessandro Raina e Tommaso Paradiso
- 16 dicembre 2016, Bari, Teatro Team - ospite IACO

## Sputnik Tour 2018-2019
Sputnik Tour 2018-2019 è la ventiquattresima tournée, che è partita da Crema il 10 ottobre 2018 e terminata a Casoli il 9 ottobre 2019.
La prima parte si svolge all'interno dei club, la seconda nei teatri e la terza su spazi aperti come piazze.
Duetta nel brano Prima di partire con Giorgio Poi nella data di Milano (26 maggio 2019) e con Effenberg nella data di San Potito Ultra (9 settembre 2019).

### Formazione
Band
- Fulvio Ferrari: tastiera, pianoforte, sintetizzatore, rhodes
- Mauro Patelli: chitarra elettrica, chitarra acustica, cori
- Vincenzo Pastano: chitarra elettrica, chitarra acustica, cori
- Antonello Giorgi: batteria, batteria elettronica
- Ignazio Orlando: basso elettrico, basso synth
- Antonello D'Urso: chitarra elettrica, chitarra acustica (da Tour teatri in sostituzione di Vince Pastano)

Opening Act
- Gino Latino
- Effenberg (14, 18, 21 luglio 16, 17, 27, 31 agosto)

### Scaletta
Club/Teatri
1. Segni del tempo
2. Amore digitale
3. Il tempo dell'amore
4. I film d'amore
5. Io non voglio
6. L'amore che cos'è
7. 2
8. Bologna è una regola
9. Sputnik
10. Ogni cosa che tu guardi
11. Il mio cuore fa ciock
12. Farfallina
13. Gli autobus di notte
14. Stellina (dei cantautori)
15. Silvia lo sai
16. Luca lo stesso
17. Prima di partire
18. Inno Nazionale
19. 10 minuti
20. Ci vuole un fisico bestiale
21. Mare mare (Bologna-Riccione)
22. Una grande festa
23. Fragole buone buone
24. Vieni a vivere con me

Piazze
1. Segni del tempo
2. Amore digitale
3. Il tempo dell'amore
4. Primavera
5. I film d'amore
6. L'amore che cos'è
7. Mi ami davvero
8. Io non voglio
9. Sarà un uomo
10. Bologna è una regola
11. Ogni cosa che tu guardi
12. Il mio cuore fa ciock
13. Farfallina
14. Silvia lo sai
15. Luca lo stesso
16. Inno Nazionale
17. 10 minuti
18. Ci vuole un fisico bestiale
19. Mare mare (Bologna-Riccione)
20. Una grande festa
21. Fragole buone buone
22. Vieni a vivere con me

### Date

#### Club
Ottobre 2018
- 10 ottobre 2018, (Data zero), Crema, Teatro San Domenico
- 12 ottobre 2018, Nonantola, Vox Club
- 13 ottobre 2018, Cesena, Vidia Club
- 16 ottobre 2018, Bologna, Estragon
- 18 ottobre 2018, Padova, Gran Teatro Geox
- 20 ottobre 2018, Venaria Reale, Teatro della Concordia
- 22 ottobre 2018, Firenze, Teatro Obihall
- 23 ottobre 2018, Perugia, Afterlife Live Club
- 25 ottobre 2018, Bari, Demodé
- 26 ottobre 2018, Napoli, Casa della musica
- 28 ottobre 2018, Roma, Atlantico
- 29 ottobre 2018, Milano, Fabrique

Novembre 2018
- 3 novembre 2018, Brescia, Gran Teatro Morato
- 4 novembre 2018, Parma, Campus Industry Music

#### Teatri
Marzo 2019
- 7 marzo 2019, Udine, Teatro Nuovo Giovanni da Udine
- 9 marzo 2019, Mestre, Teatro Corso
- 15 marzo 2019, Trento, Auditorium Santa Chiara
- 19 marzo 2019, Lecce, Teatro Politeama
- 21 marzo 2019, Cosenza, Teatro di tradizione Alfonso Rendano
- 22 marzo 2019, Messina, Teatro Vittorio Emanuele II
- 23 marzo 2019, Palermo, Teatro Golden
- 26 marzo 2019, Avellino, Teatro Gesualdo

Aprile 2019
- 2 aprile 2019, Borgosesia, Teatro Pro Loco
- 4 aprile 2019, Grosseto, Teatro Moderno
- 6 aprile 2019, Rimini, Teatro Galli
- 9 aprile 2019, Bologna, Teatro Europauditorium
- 27 aprile 2019, Toronto (Canada), Casino Rama Resort

#### Piazze
Maggio
- 10 maggio 2019, Cagnano Varano, Piazza Giannone
- 11 maggio 2019, Vitorchiano, Piazza Umberto I
- 20 maggio 2019, Casarano, Piazza Indipendenza
- 26 maggio 2019, Milano, Idroscalo, Mi AMI Festival

Giugno
- 8 giugno 2019, Rami di Ravarino, Piazza Aldo Moro
- 15 giugno 2019, Balvano, Campo Sportivo Via Sandro Pertini
- 23 giugno 2019, Campobasso,  Piazza della Repubblica, Festa del Corpus Domini
- 29 giugno 2019, Molfetta, Puglia Outlet Village, Summer Fest
- 30 giugno 2019, Balvano, Campo Sportivo

Luglio
- 14 luglio 2019, Artena, Parco della musica
- 18 luglio 2019, Mondovì, Mondovicino Outlet Village
- 20 luglio 2019, Pratovecchio, Naturalmente Pianoforte, Piazza Paolo Uccello (concerto strumentale)
- 21 luglio 2019, Varallo, Piazza Vittorio Emanuele II
- 25 luglio 2019, Visciano, Piazza Lancillotti
- 28 luglio 2019, Ripatransone, Cantina dei Colli Ripani

Agosto
- 16 agosto 2019, Monopoli, Piazza Vittorio Emanuele II
- 17 agosto 2019, Francavilla al Mare, Piazza Benedetto Croce
- 18 agosto 2019, Palmi, Piazza I Maggio
- 25 agosto 2019, Luco dei Marsi, Piazza Umberto I
- 27 agosto 2019, Modena, Festa Unità
- 30 agosto 2019, Budoni, Piazza Giubileo
- 31 agosto 2019, Aiello del Friuli, Palmanova Outlet Village

Settembre
- 8 settembre 2019, Mazzarrone, Piazza della Concordia
- 9 settembre 2019, San Potito Ultra, Piazza Libertà
- 15 settembre 2019, Francavilla Fontana, Piazza Papa Giovanni XXIII
- 23 settembre 2019, Montalbano Jonico, Piazza del Municipio
- 28 settembre 2019, Catanzaro, Teatro Politeama

Ottobre
- 9 ottobre 2019, Casoli, Piazza Roma

#### Date annullate
- 31 ottobre 2018, Genova, Teatro Politeama - in seguito all'incidente avvenuto al Viadotto Polcevera (14 agosto).
- 23 marzo 2019, Catania, Teatro ABC - per motivi tecnico-logistici

### Nomination
Con lo Sputnik Tour 2018-2019 Luca Carboni riceve a novembre 2019 una nomination ai Rockol Awards nella categoria Miglior artista Live italiano.